# Tân Dân, Chí Linh
Tân Dân là một phường thuộc thành phố Chí Linh, tỉnh Hải Dương, Việt Nam.

## Địa lý
Phường Tân Dân nằm ở phía nam thành phố Chí Linh, có vị trí địa lý:
- Phía đông giáp thị xã Kinh Môn và phường An Lạc
- Phía tây giáp huyện Nam Sách và phường Văn An
- Phía nam giáp phường Đồng Lạc
- Phía bắc giáp các phường An Lạc, Chí Minh và Thái Học.

Phường Tân Dân có diện tích 9,38 km², dân số năm 2018 là 7.691 người, mật độ dân số đạt 820 người/km².

## Lịch sử
Từ khởi nghĩa Hai Bà Trưng, Lý Bí, kháng chiến chống Tống năm 981, kháng chiến chống giặc Nguyên, đến phong trào Cần Vương Tân Dân đều có vai trò nhất định được chính sử, thần phả, truyền ngôn ghi chép.
Về tên gọi các làng:Đông Đôi tức Trều - Nội, Mạc Động có 3 thôn (Mac Đông, Kiều Quan, Vọng Đông), Kỳ Sơn có hai thôn(Kỹ sơn trên, Kỹ sơn duới,Lục Dương Thượng tức Giang Thuợng, Lục Dương Hạ tứ Giang Hạ; Ngã Tư Giang được thành lập mới.
Thần phả và truyền ngôn của các làng đều cho biết Thần hoàng làng Triều - Nội, Kỳ Sơn, Mạc Động, Cầu Quan, Vọng Thúc đều có công giúp các triều đại phong kiến chống giặc phương Bắc tại núi Doanh Vạn (ải Vạn) Cầu Quan.
Xưa mỗi ngôi làng đều có một Đình, một Chùa và các miếu.
Hiện nay, Đình thôn Triều được công nhận là di tích cấp Tỉnh.
Trong thời kỳ phong kiến Tân Dân từng có một ngôi Thành là trung tâm hành chính của thừa tuyên Hải Dương " Theo lịch triều hiến chương loại chí của Phan Huy Chú dưới triều Lê Thánh Tông, "Quang thuận thứ 10 (1469) Lỵ sở Hải  Dương đặt tại Mạc Động, tục gọi Dịnh Vạn. Lỵ sở Mạc Động có thành Vạn, trong thành có chợ, trên bến dưới thuyền, dân chúng khắp nơi họp chợ buôn bán tấp nập,đông vui, ở đây còn có đò ngang qua sông". Đây là một điểm quân sự rất kiên cố nhằm bảo vệ kinh đô Thăng Long. Cầu Quan và Mạc Động (Mức) trở thành trung tâm của thành Vạn, trấn Doanh vạn, trung tâm hành chính của thừa tyên Hải Dương.
Trước năm 1945 Tân Dân có 9 thôn thuộc 5 xã tổng Đông Đôi bao gồm: Đông Đôi, Mạc Động, Kỳ Sơn, Dương Thượng, Dương Hạ.
Tháng 5 năm 1946 hợp nhất 5 xã trên thành xã Tân Dân.
Ngày 25/11/1952 diễn ra trận càn tại làng Giang Hạ đi vào lịch sử đấu tranh chống thực dân Pháp. Với sự đoàn kết dũng cảm quân và dân ta bao gồm du kích xã, Đại đội 902 và Đại đội 911 đã tiêu diệt 162 tên địch trong đó có 01 quan tư, 01 quan ba, 13 lính ngụy ra đầu hàng.
Năm 1955 đổi tên xã thành Hùng Nam sau thấy không hợp nên đổi lại thành xã Tân Dân.
Từ năm 1970 - 1980 công viên An Dưỡng Đường của thôn Cầu Quan Xã Tân Dân trở thành một điển hình của cả nước về trồng cây, xây dựng vườn quả Bác Hồ, chăm sóc bố mẹ liệt sĩ, thương binh… Trong 10 năm có trên 200 đoàn Ngoại giao, cơ quan về thăm,  các đồng chí lãnh đạo Đảng, Nhà nước như quyền Chủ tịch nước, Nguyễn Hữu Thọ, Phó thủ tướng chính phủ Lê Thanh Nghị, Hoàng Quốc Việt, Nguyễn Tuân, Tô Hoài, Bộ chính trị TW Đảng nhân dân cách mang Lào, các đoàn ngoại giao Liên Xô, Ba Lan đã về thăm, trồng cây lưu niệm. Công viên An Dưỡng Đường được Nhà nước tặng huân chương lao động hạng ba.
Tổng kết hai cuộc kháng chiến Tân Dân có 26 Mẹ được phong tặng danh hiệu Mẹ Việt Nam Anh Hùng, 74 liệt sĩ chống Pháp, 137 liệt sĩ chống Mĩ. 10 Liệt sĩ trong chiến tranh biên giới.
Ngày 12 tháng 2 năm 2010, Chính phủ ban hành Nghị quyết 09/NQ-CP thành lập thị xã Chí Linh trên cơ sở toàn bộ diện tích và dân số của huyện Chí Linh, xã Tân Dân thuộc thị xã Chí Linh.
Ngày 10 tháng 1 năm 2019, Ủy ban Thường vụ Quốc hội ban hành Nghị quyết 623/NQ-UBTVQH14 (nghị quyết có hiệu lực từ ngày 1 tháng 3 năm 2019) thành lập phường Tân Dân thuộc thị xã Chí Linh trên cơ sở toàn bộ diện tích và dân số của xã Tân Dân và thành lập thành phố Chí Linh trên cơ sở toàn bộ diện tích và dân số của thị xã Chí Linh.